# Straße (Kartenspiel)
Eine Straße (englisch Straight) oder Sequenz ist in Kartenspielen eine aufsteigende Folge von – in aller Regel fünf – Karten. So ergeben beispielsweise die Karten  3♠ 4♣ 5♠ 6♣ 7♠ eine Straße. Falls eine Straße aus nur einer Farbe (z. B. Pik) besteht, so spricht man von einem Straight Flush.
Aufgrund ihrer relativen Häufigkeit sind Straßen normalerweise im mittleren Wertebereich der möglichen Werte der verschiedenen Kartenkombinationen festgelegt.
Das Ass kann für eine Straße als 1 gewertet werden, sodass A, 2, 3, 4 und 5 auch eine Straße ist.
Beispiel: A♣ 2♠ 3♠ 4♥ 5♥
Auch in Würfelspielen steht der Begriff Straße für eine aufsteigende Folge von Augenzahlen. So gibt es im Kniffel eine kleine Straße mit vier aufeinanderfolgenden Augenzahlen.
Fehlt zu einer Kartenstraße nur noch eine bestimmte Karte aus der Mitte derselben, so nennt man dies einen Gutshot. Können zwei Karten zu einer Straße führen, wird dieser doppelte Gutshot auch „Double Belly Buster“ genannt. Ein Beispiel hierfür sind die Karten 6 8 9 10 J K; sowohl eine Q, als auch eine 7 führen zur Straße. Fehlt eine Karte am Anfang oder am Ende spricht man von einem Open Ended Straight Draw. Die Wahrscheinlichkeiten, eine passende Karte zum „Double Belly Buster“ oder zum Open Ended Straight Draw zu treffen, sind gleich hoch.

## Around-the-Corner-Straight
Eine Straße „um die Ecke“ gilt im Poker normalerweise nicht als gültige Hand. Bei einer solchen Straße handelt es sich z. B. um die Kartenfolge K A 2 3 4 oder D K A 2 3. Während das Ass sowohl als höchste als auch als niedrigste Karte bei einer Straße gültig ist, kann man weitere Karten nicht weiter an den „falschen“ Enden ansetzen.